# Рейне (Норвегія)

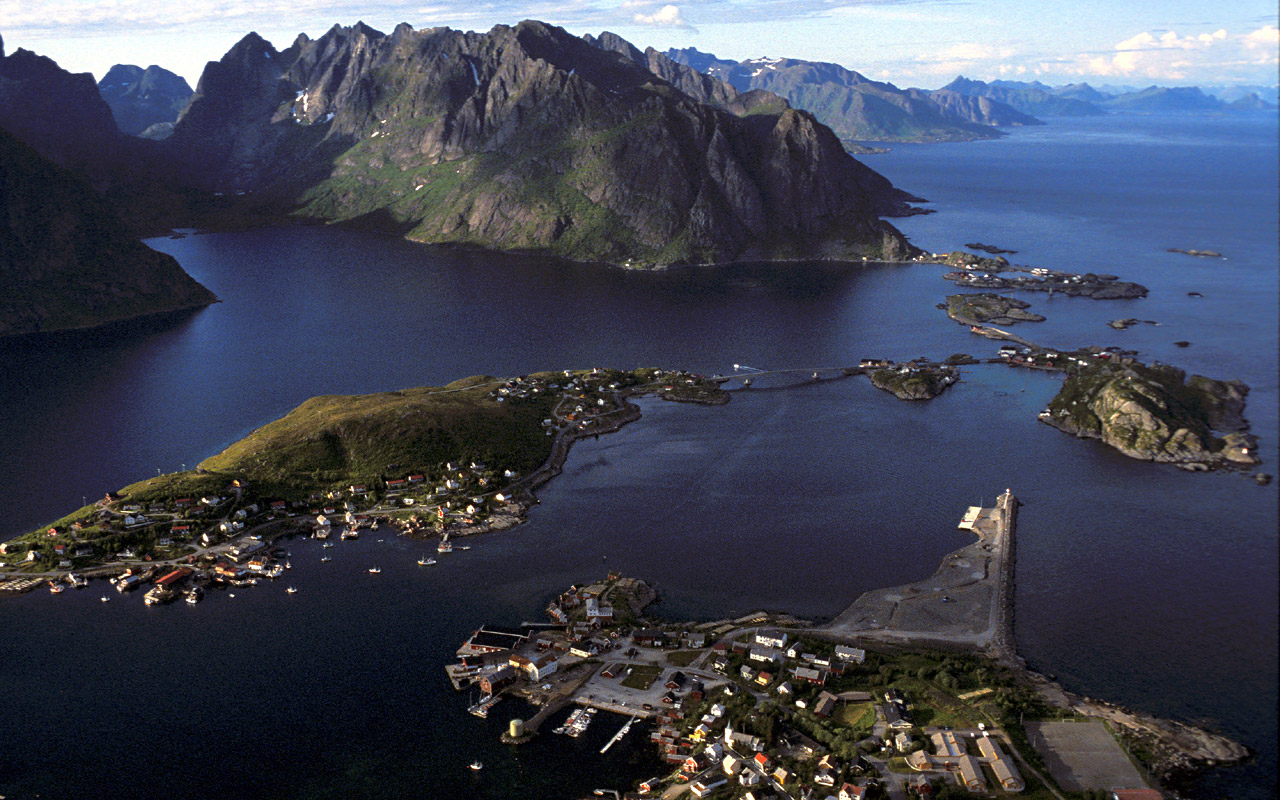
Вид на Рейне з гори Рейнебрінген

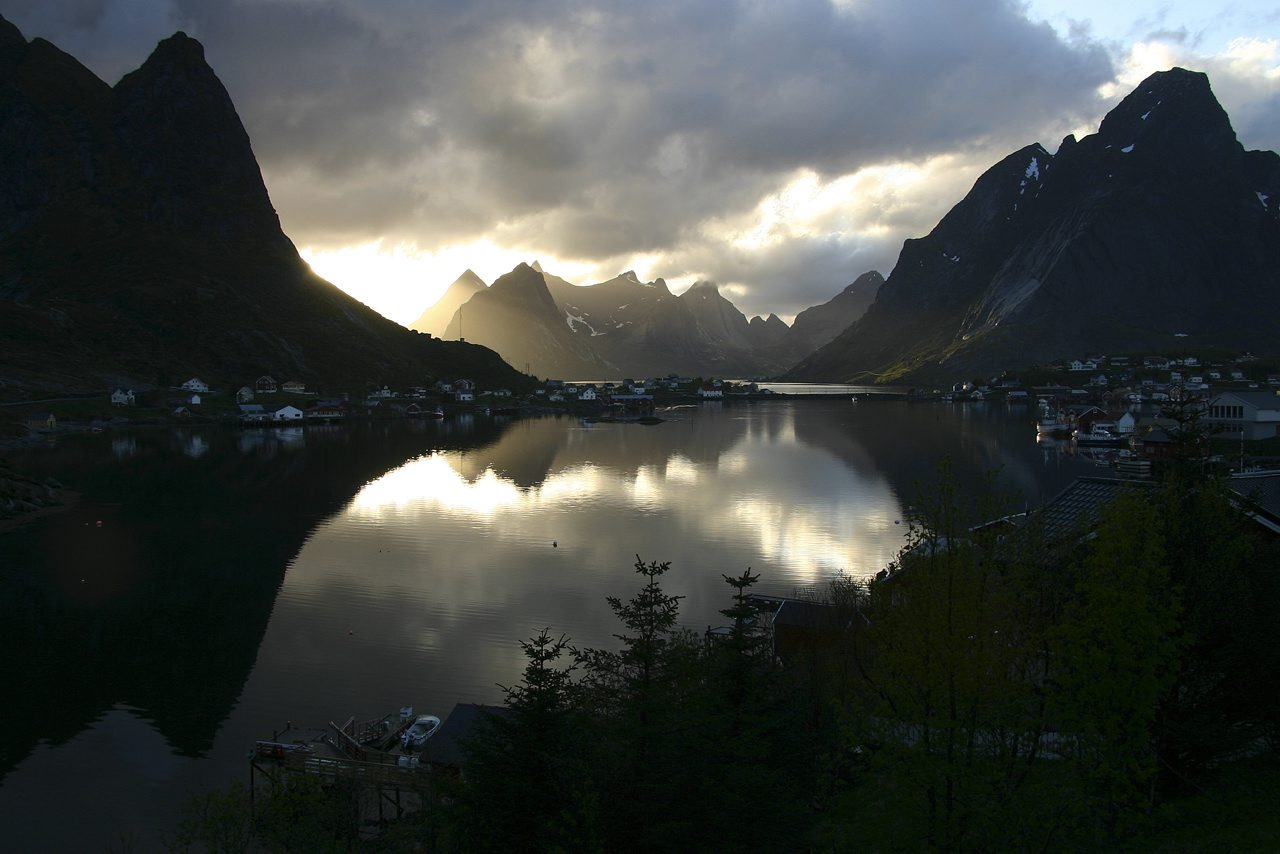
Рейне вночі

Рейне (норв. Reine) — адміністративний центр комуни Москенес, фюльке Нурланн, Лофотенські острови, Норвегія. У населеному пункті проживає 342 особи (2005 рік) . З 1743 року є важливим центром торгівлі. Незважаючи на віддалене місце активно розвивається туризм. Тисячі туристів відвідують Рейне і його околиці.
Через населений пункт проходить європейський маршрут E10.